# Titus Rotich
Titus Rotich (* 22. August 1983) ist ein kenianischer Biathlet und früherer Leichtathlet.
Titus Rotich gehörte in Kenia als Langläufer zum B-Nationalteam in der Leichtathletik, konnte sich jedoch nicht langfristig gegen die Athleten der Weltklasse durchsetzen. Er lief Zeiten im Bereich von 3:40 Minuten über 1500 m und 13:40 Minuten über 5000 m. Auf Initiative des deutschen Trainers Klaus Bergmann wechselte er die Sportart zum Biathlon und trainiert seit 2009 in Oberhof, mit dem Ziel, an den Olympischen Winterspielen 2014 in Sotschi teilzunehmen. Gemeinsam mit seinem Landsmann Eliyah Kiptoo nahm Rotich an den Sommerbiathlon-Europameisterschaften 2010 in Osrblie teil. Rotich erreichte mit zehn Schießfehlern – er traf mit keinem Schuss – Rang 29. In der Verfolgung fiel er auf den 30. Rang zurück. Von 20 möglichen Treffern gelangen ihm hier nur zwei. Daneben betätigt sich Rotich auch in Deutschland noch als Leichtathlet. So nahm er am 31. Dezember 2009 am 36. Erfurter Silvesterlauf teil und belegte hinter Wolfram Müller den zweiten Platz.
Ein Einsatz im IBU-Cup war wegen noch fehlender technischer Fertigkeiten auf Skiern erst ab der Saison 2011/12 geplant, erfolgte dann aber doch nie. Der angestrebte Einsatz bei den Olympischen Winterspielen 2014 in Sotschi kam nicht zustande. Rotich widmete sich wieder vermehrt der Leichtathletik und stellte seine persönlichen Bestleistungen über 10 Meilen und auch im Marathonlauf 2014 auf.

## Belege
1. ↑  Wolfram Müller gewinnt Erfurter Silvesterlauf

| Personendaten    | Personendaten                                   |
| ---------------- | ----------------------------------------------- |
| NAME             | Rotich, Titus                                   |
| KURZBESCHREIBUNG | kenianischer Biathlet und früherer Leichtathlet |
| GEBURTSDATUM     | 22. August 1983                                 |